# ミトリダテス5世 (ポントス)
ミトリダテス5世エウエルゲテス（ギリシャ語: Μιθριδάτης ὁ εὐεργέτης, ラテン文字転写: Mithridates V Euergetes、「ポントスのミトリダテス5世」、「ポントスのミトラダテス5世」、「ミトラダテス5世エウエルゲテス」としても知られる）は、富裕なポントス王国の王子および第7代の王。